# Anstrichmittel

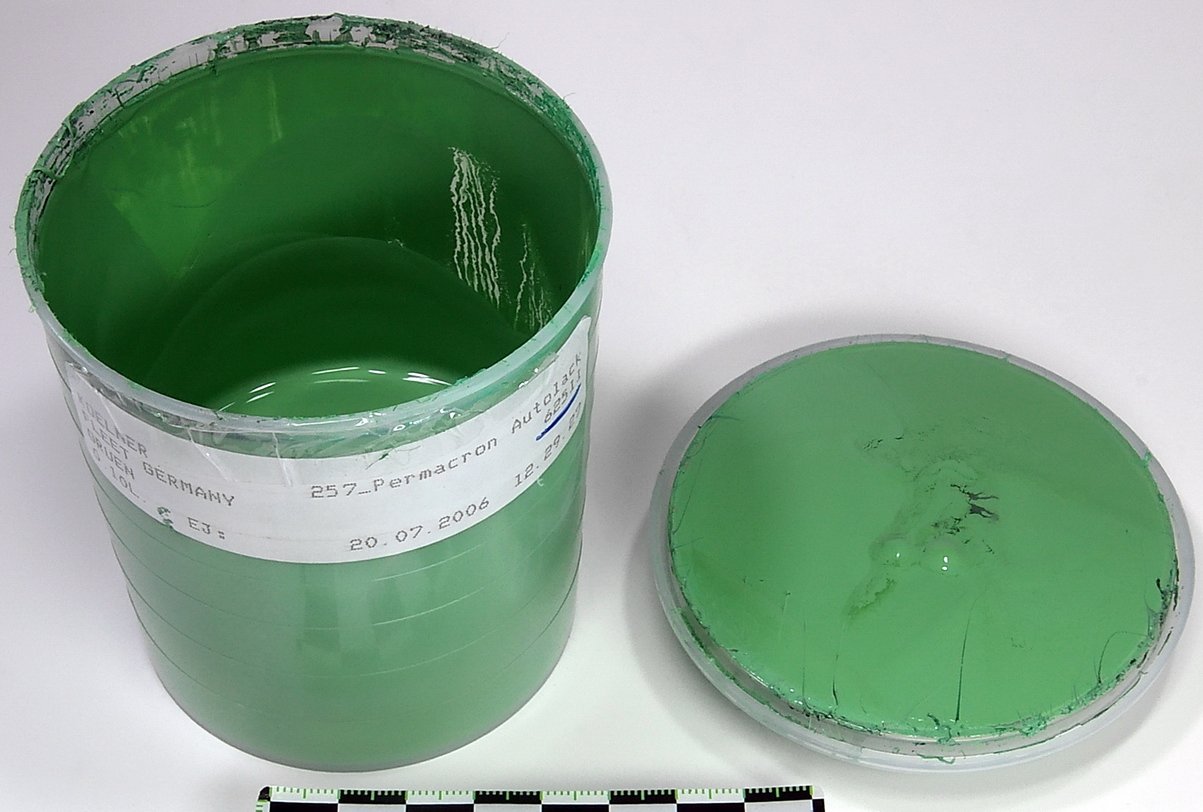
Becher mit Kölner Brückengrün

Anstrichmittel, auch Anstrichstoffe oder Malstoffe genannt, sind flüssige bis pastenförmige und seltener pulverförmige Stoffe oder Gemische, die auf Oberflächen aufgetragen einen physikalisch trocknenden oder chemisch härtenden Anstrich ergeben. Nach DIN 55945 ist ein Anstrichstoff ein „flüssig bis pastenförmiger Beschichtungsstoff, der vorwiegend durch Streichen oder Rollen aufgetragen wird.“

## Aufbau und Zusammensetzung
Ein Anstrichstoff setzt sich grundsätzlich zusammen aus: Bindemittel, Farbmittel (Pigment oder löslicher Farbstoff), Füllstoff, Lösungsmittel, sowie eventuellen Zusatzstoffen wie Verdickungsmittel, Dispergiermittel und Konservierungsmittel. 
Anstrichfarben oder Malfarben sind Anstrichmittel, die Pigmente (Liste der Pigmente) enthalten.

## Einteilung
Anstrichstoffe werden nach ihren filmbildenden Bindemitteln eingeteilt. Diese wiederum lassen sich vorrangig in organische und anorganische Bindemittel unterteilen und ergeben die Produktklassen.
- Lack, Lasur und Ölfarben
- Dispersionsfarben
- Kalkfarben
- Silikatfarben
- Flüssig-Putze

### Organische Bindemittel
Zu den organischen Bindemitteln zählen
- Härtende Öle (auch als „trocknende“ Öle bezeichnet) und Harze vernetzen oxidativ und werden in der Ölmalerei sowie bei industriellen Farbmitteln und Lacken eingesetzt.
- Natur-, Alkyd-, Acryl-, Polyester- und Epoxidharze bilden die Grundlage für  Lacke oder Firnisse.
- Kunststoffdispersionen aus Acrylat-Polymeren oder Vinylacetat-Copolymeren sind Bestandteil der handelsüblichen Dispersionsfarben.
- Casein ist ein spezielles Bindemittel für Kalkkaseinfarbe und wird vorrangig noch in der Restaurierung eingesetzt.
- Zellulose und andere Leimgrundstoffe (Kleister)
- Gummi arabicum hat seine Rolle bei der Aquarellmalerei
- Wachse sind Bindemittel in der Enkaustik

### Anorganische Bindemittel
Zu den anorganischen Bindemitteln zählen Baukalk, Zement, Anhydrit, Ettringit und Kaliwasserglas, die im Bauwesen und der Wandmalerei eingesetzt werden.

### Naturfarben
Im Handel werden Anstrichmittel als Naturfarbe bezeichnet, sobald sie überwiegend aus „natürlichen“ (gemeint ist naturgegebenen) Materialien bestehen,. Im Gegensatz dazu sind „Mineralfarben“ solche, die mehrheitlich mineralische Bestandteile, beispielsweise Marmor-Mehl oder Kreide, enthalten. Im fachlichen Sinne gelten nur Anstrichmittel mit mineralischen Bindemitteln als Mineralfarbe. 
Solche Handelsnamen besagen jedoch allgemein weder  etwas über die Bindemittel – die durchaus Acrylharze sein können – noch die benutzten Pigmente, die dem Anstrich die Farbe und Deckkraft verleihen. Der Anlass für die hervorhebende Bezeichnung Naturfarbe ist das zunehmende Umweltverständnis – obwohl ein Zusammenhang zwischen Umweltschutz und Materialien natürlichen Ursprungs umstritten ist. Ein wesentlicher Aspekt ist die Vermarktung, bei der die Assoziation von Laien bei Kalk-, Leim-, Lehmfarbe als Naturfarbe oder der „gute Ruf“ der Keimschen Mineralfarbe ausgenutzt wird.

### Unterscheidung nach Funktion
Anstrichmittel lassen sich andererseits nach ihrer Funktion und Verwendung unterscheiden,
- Künstlerfarben sind vorwiegend bei der Kunstmalerei genutzten Mittel von besonders hoher Qualität: Ölfarbe, Acrylfarbe, Tempera, Aquarellfarbe, oder Tinte und Tusche.
- Wandfarben werden im Bauwesen sowie im Haushalt an größeren Flächen eingesetzt: Dispersionsfarbe, Kalkfarbe, Silikatfarbe oder Leimfarben. Nach ihrer Witterungsbeständigkeit werden Wandfarben auch in Außen- und Innenwandfarbe eingeteilt.
- Grundierung hat die Aufgabe, den Anstrichgrund vorzubereiten: Füller egalisieren (glätten) den Untergrund. Haftvermittler und Primer verbessern den Kontakt zum Untergrund. Tiefgrund reduziert die Saugfähigkeit. Rostschutzmittel reduzieren die Korrosionsgefahr, Holzschutzmittel die Schädigung des Holzes.
- Vorstreichfarbe ist oft ein preisgünstiges Anstrichmittel, das entweder wie ein Füller zum Ausgleich des Untergrunds dient oder vor der hochwertigeren Deckschicht aufgetragen wird, um die gewünschte Schichtdicke zu erreichen.
- Streich- oder Flüssigputz enthält Verdickungsmittel und Füllstoffe wie Gesteinsmehl, Bentonit oder Fasern, um eine Beschichtungsstärke von mehreren Millimetern zu ermöglichen.
- Druckfarbe mit der Verwendung in der Polygraphie, werden sie für Zeitungen, Bücher oder auch Verpackungen eingesetzt.
- Streichfarbe dient der Oberflächenveredlung in der Papierindustrie.

### Unterscheidung nach Deckungsgrad
Von umgangssprachlich als Farbe bezeichneten Anstrichmitteln wird erwartet, dass diese den Untergrund blickdicht überdecken. Gegebenenfalls ist hierfür ein mehrfacher Auftrag erforderlich.
Klarlack, Beize, Firnis und Lasur sollen hingegen den Untergrund vollständig oder teilweise durchscheinen lassen. Beize, Firnis und Lasur können die Struktur des Untergrunds auf verschiedene Weise hervortreten lassen. Häufig werden sie eingefärbt, um eine Farbtonveränderung zu bewirken.

## Konservierung
Bei flüssigen Anstrich- und pastösen Beschichtungsstoffen, wie bei Roll- oder Streichputz, wird zwischen der Gebinde- oder Topfkonservierung und der Filmkonservierung unterschieden.
Bei ersterer Form handelt es sich um eine biozide Einstellung des Beschichtungsstoffs im Gebinde, also im Verpackungsgefäß, damit das Produkt nicht vor seiner Verwendung von Mikroorganismen wie Bakterien befallen und zerstört wird.
Die Filmkonservierung ist die biozide Ausrüstung für die fertige Beschichtung nach der Verwendung. Damit soll ein biogener Angriff auf den ausgehärteten und getrockneten Zustand verhindert werden. So wird der Befall der Oberfläche durch Mikroorganismen wie Algen oder Pilzen verhindert. Diese Wirkstoffe wie Fungizide, Algizide und Bakterizide sind nur begrenzt wasserlöslich, um bei der bei Bewitterung nicht ausgewaschen zu werden. Allerdings geht ihre Wirkung oft nach einigen Jahren zurück oder verloren. Tritt eine Verfärbung der Oberfläche durch mikrobiotischen Befall (wie Schimmel) auf, muss der Anstrich erneuert werden.